# Certosa della Losa
La certosa della Losa è un'abbazia certosina della Val di Susa, ormai inattiva.

## Storia
La certosa della Losa fu il primo monastero certosino in Val di Susa (anno 1191). Sorse presso la Losa (a monte di Gravere) circa un secolo dopo la fondazione della Grande Chartreuse (1084), sulla base di un antico insediamento monastico abbandonato durante le invasioni saracene.
Questa sistemazione fu lasciata già 1198, quando i monaci decisero di trasferirsi presso la certosa di Montebenedetto.
Attualmente della certosa sopravvive solo la piccola chiesa abbaziale.